# هیل اند اسمیت
هیل اند اسمیت (انگلیسی: Hill & Smith) شرکت هلدینگ بریتانیایی است، که در سال ۱۸۲۴ تأسیس شد.